# Genicularia
Genicularia, rod parožina iz porodice Gonatozygaceae, dio reda Desmidiales. Postoje tri taksonomski priznate vrste; tipična je slatkovodna alga G.spirotaenia

## Vrste
1. Genicularia americana W.B.Turner
2. Genicularia elegans West & G.S.West
3. Genicularia spirotaenia (De Bary) De Bary